# Hösbach
Hösbach – gmina targowa w Niemczech, w kraju związkowym Bawaria, w rejencji Dolna Frankonia, w regionie Bayerischer Untermain, w powiecie Aschaffenburg. Leży około 6 km na północny wschód od Aschaffenburga, przy autostradzie A3, drodze B26 i linii kolejowej Frankfurt nad Menem – Würzburg.

## Dzielnice
W skład gminy wchodzą następujące dzielnice: 
- Hösbach-Bahnhof
- Feldkahl
- Rottenberg
- Wenighösbach
- Winzenhohl

## Polityka
Wójtem jest Robert Hain z CSU. Rada gminy składa się z 25 członków:
|      | CSU | SPD | Wolni Wyborcy | Razem     |
| 2002 | 14  | 6   | 5             | 25 miejsc |

## Osoby urodzone w Hösbach
- Kevin Russell (ur. 1964) – wokalista Böhse Onkelz
- Peter Schorowsky (ur. 1964) – muzyk, perkusista Böhse Onkelz
- Stephan Weidner (ur. 1963) – pisarz tekstów piosenek, basista